# کونستانتین کوسکا
کونستانتین کوسکا (رومانیایی: Constantin Koszka; ۱۷ سپتامبر ۱۹۳۹ – ۲۰۰۰) بازیکن فوتبال اهل رومانی بود.
از باشگاه‌هایی که در آن بازی کرده‌است می‌توان به باشگاه فوتبال استوا بخارست و باشگاه فوتبال راپید بخارست اشاره کرد.
وی همچنین در تیم ملی فوتبال رومانی بازی کرده‌است.